# Amazónek černouchý
Amazónek černouchý nebo též amazónek modrohlavý (Pionus menstruus) je středně velký papoušek. Dorůstá 27 cm a je celý zelený s výjimkou modré hlavy s tmavou skvrnou po stranách a tmavého zobáku. Obývá zejména vlhké lesy v tropické a subtropické Jižní Americe a na jihu Střední Ameriky v rozmezí od Kostariky, Venezuely a Trinidadu po Bolívii a Brazílii. Je velmi hlučný, živí se různými plody a semeny a hnízdí v dutinách stromů, kam klade 3-5 bílých vajec, na jejichž inkubaci se podílí samotná samice.
Je populární také v zajetí.